# Enchong Dee
Pour les articles homonymes, voir Dee.
Enchong Dee, né le 5 novembre 1988 à Naga (province de Camarines Sur), aux Philippines, est un acteur, mannequin et nageur philippin.

## Biographie

### Formation
- Université de La Salle-Manille

## Filmographie partielle

### Au cinéma
- 2009 : BFF: Best Friends Forever : Paco
- 2009 : Paano ko sasabihin? : Mike
- 2010 : Pendong : Ernest
- 2010 : Sa'yo lamang : James
- 2010 : I Do : Lance
- 2012 : The Reunion : Lloyd
- 2012 : The Strangers : Dolfo
- 2013 : Four Sisters and a Wedding : CJ Salazar / Reb Reb
- 2013 : Tuhog : Caloy Sicat
- 2013 : Call Center Girl : Vince Sandoval
- 2013 : Pagpag: Siyam na buhay : Joseph Maurice
- 2014 : Once a Princess : Leonard Jamieson
- 2015 : Turo turo
- 2016 : Lila
- 2016 : I Love You to Death
- 2016 : Mano po 7: Chinoy : Wilson Wong Jr.

### À la télévision
- 2010 : Magkaribal (série télévisée)
- 2012-2013 : La Fille de ma mère (Ina, Kapatid, Anak) (série télévisée)